# Saringkan Promsupa
Saringkan Promsupa (thailändisch ศฤงคาร พรมสุภะ, * 29. März 1997 in Sisaket), auch als Neng bekannt, ist ein thailändischer Fußballspieler.

## Karriere

### Verein
Saringkan Promsupa erlernte das Fußballspielen bei der Schulmannschaft der Pluakdaeng Pittayakom School und der Jugendmannschaft des damigen Drittligisten Rayong FC in Rayong. Hier unterschrieb er 2015 auch seinen ersten Vertrag. 2015 wurde Rayong Meister der Regional League Division 2 und stieg somit in die zweite Liga, der Thai Premier League Division 1, auf. Nach 41 Spielen für Rayong wechselte er 2018 zu Muangthong United. Der Verein ist in Pak Kret, einem Vorort der Hauptstadt Bangkok, beheimatet und spielte in der ersten Liga des Landes. Für Muangthong absolvierte er 44 Erstligaspiele. Nach der Hinrunde der Saison 2021/22 wechselte er zum ebenfalls in der ersten Liga spielenden Suphanburi FC. Am Ende der Saison 2021/22 belegte er mit dem Verein aus Suphanburi den 16. Tabellenplatz und musste somit in die zweite Liga absteigen. Für Suphanburi absolvierte er zwölf Ligaspiele. Nach dem Abstieg verließ er den Klub und schloss sich im Juli 2022 dem Erstligaaufsteiger Sukhothai FC an.

### Nationalmannschaft
Von 2015 bis 2020 absolvierte Saringkan Promsupa insgesamt 44 Partien für diverse thailändische Jugendauswahlen und erzielte dabei sechs Treffer. Am 14. November 2024 gab er dann auch sein Debüt in dessen A-Nationalmannschaft beim Testspiel gegen den Libanon, als er beim 0:0-Unentschieden im heimischen Thammasat Stadium über 90 Minuten auf dem Feld stand.

## Erfolge

### Verein
Rayong FC
- 2015 – Regional League Division 2 – Region Central/East

### Nationalmannschaft
Thailand U-23
- 2017 – Sea Games

Thailand U-19
- 2015 – AFF U-19 Youth Championship